# Sumer királyok listája
Az i. e. 4. évezredben, az Ubaid-kortól kezdve az Uruk-korban alakultak ki Sumer területén a korábbi falusias településrendszer helyén  a városi jellegű települések adminisztratív épületekkel és templomokkal. Ezzel párhuzamosan alakult ki nyilván a városok vezető rétege, élén a templomok szolgáival, papokkal, és a város vezetőivel, uralkodóval. Ezen tisztségek a rendelkezésre álló adatok szerint eleinte nem váltak el egymástól. A templom egyben gazdasági központ is volt.
Az i. e. 3. évezred közepén a sémi akkádok, majd az évezred végén a szintén sémi amurrúk változtatták meg Sumer etnikai összetételét. Az Akkád Birodalom majd az első amurrú dinasztiák Íszínben és Larszában még sumer népesség felett is uralkodtak, de a sumerek a szintén amurrú Óbabiloni Birodalom idejére teljesen asszimilálódtak a sémi népekbe.

## Sumerkirálylista
A sumer városok uralkodóinak legrégebbi összefoglalója az ún. sumer királylista, ami valószínűleg az i. e. 3. évezred végén készült, és amit később kiegészítettek. A koncepciója szerint Sumer egy politikai egység, amelyiket mindig egy város vezet. A történeti adatok alapján a listán szigorúan egymást követő dinasztiák valójában részben átfedték egymást.

## Kis
Az i. e. 3. évezredben Sumer politikailag legjelentősebb városállama volt. A „Kis királya” cím később egyenértékű lett a „világmindenség királya” címmel, azaz az egész Mezopotámia feletti hatalmi igénnyel és más városok, a későbbi nagy birodalmak uralkodói is felvették.

## Uruk
Az i. e. 5. évezred végén a – városról elnevezett mezopotámiai – kora Uruk-korban már jelentős város volt, de ekkor még nagy valószínűséggel nem a sumerek lakták, hanem csak a késő Uruk-kortól, az i. e. 4. évezred második felétől. Uralkodói ekkor valószínűleg az en címet viselték.

## Lagas
Az i. e. 3. évezredben jelentős város volt, uralkodói az enszi címet viselték.

## Umma
Az i. e. 3. évezredben jelentős város volt, uralkodói az enszi címet viselték.

## Íszín
Íszín uralkodóit a sumer korból nem ismerjük, a város akkor tett szert jelentőségre, amikor az i. e. 3. évezred végén Mezopotámiába bevándorló nomád sémi amurrúk itt dinasztiát alapítottak. Ez volt az ún. I. íszíni dinasztia.

## Larsza
Larsza Iszinhez hasonlóan akkor tett szert jelentőségre, amikor az i. e. 3. évezred végén Mezopotámiába bevándorló nomád sémi amurrúk itt dinasztiát alapítottak.